# Karise Station
Karise Station er en dansk jernbanestation i Karise.
Karise Station har en busholdeplads for Movias linje 264 via Dalby til Haslev. Desuden betjenes stationen af Faxe Kommunes skolebuslinjer 93 og 94.